# Celle di Bénard
Le celle di Bénard descrivono il moto di un fluido per effetto convettivo quando gli viene fornito calore dal basso, un fenomeno noto come convezione di Rayleigh-Bénard.
Il più importante lavoro sperimentale riguardante la convezione risale al 1900 ed è dovuto al fisico francese Henry Bénard che la discusse nella sua tesi di laurea.

## Descrizione
L'esperimento effettuato consiste nel riscaldamento dal basso di un sottile strato di liquido in modo tale da osservare i moti convettivi che in esso si generano.
Nel sistema considerato si ha una variazione verticale ed uniforme della temperatura che, di conseguenza, diminuisce con l'altezza.
Fino a quando la variazione di temperatura è piccola tra l'interno e la superficie si ha unicamente un fenomeno di conduzione senza trasporto di materia.
Quando il gradiente (di Temperatura) supera un certo valore critico ha inizio un meccanismo di convezione che, a condizioni stabili, risulta sorprendente: il moto del fluido si struttura in una serie di cellette, chiamate celle di Bénard. 
Queste celle di convezione rappresentano uno degli esempi più studiati di struttura dissipativa.
Sulla superficie si struttura un mosaico a forma esagonale. Nella realtà, più che il gradiente di temperatura, è il numero di Rayleigh che ci indica se la trasmissione di calore avviene per convezione o conduzione. Esso tiene conto, oltre che del gradiente di temperatura, anche della densità del fluido, della viscosità, della diffusività termica, del volume di fluido e del coefficiente di dilatazione volumetrica. Questo indica che non esiste un gradiente di temperatura generico per il quale lo scambio di calore passa da conduttivo a convettivo, ma che dipende dal fluido preso in esame.
In sostanza la corrente di fluido caldo sale verso l'alto modificando il valore della tensione superficiale, che diminuisce con la temperatura: questo fatto comporta la formazione di celle caratteristiche.